# Borderel-Cail
Borderel-Cail war eine französische Automarke.

## Unternehmensgeschichte
Die Société Cail aus Denain stellte seit 1846 Lokomotiven her. 1905 begann zusätzlich die Produktion von Automobilen, die als Borderel-Cail vermarktet wurden. Der Konstrukteur war F. Gros. 1908 endete die Produktion.

## Fahrzeuge
1905 erschien das erste Modell 15/18 CV. 1906 folgte der 25/30 CV. Beide Modelle verfügten über einen Vierzylindermotor, der vorne montiert war. Die Besonderheit beider Modelle war, dass sie sechs Räder hatten: zwei lenkbare vorne, zwei angetriebene in Fahrzeugmitte und zwei hinten. Die Fahrersitzbank war oberhalb der mittleren Achse. 1907 folgte das vierrädrige Modell 30 CV mit Vierzylindermotor.